# Empoasca amoena
Empoasca amoena is een halfvleugelig insect uit de familie dwergcicaden (Cicadellidae). De wetenschappelijke naam van de soort werd voor het eerst geldig gepubliceerd in 1982 door Southern.